# Premyer Liqası 2017/18
Die Premyer Liqası 2017/18, nach einem Sponsorenabkommen offiziell Unibank Premyer Liqası genannt, war die 26. Spielzeit der höchsten aserbaidschanischen Spielklasse im Fußball der Männer seit deren Gründung im Jahr 1992. Die Saison begann am 11. August 2017 und endete am 19. Mai 2018.
Die acht Mannschaften spielten an insgesamt 28 Spieltagen jeweils viermal gegeneinander an; zwei Mal zu Hause, zwei Mal auswärts.

## Vereine
| Verein           | Stadt    |
| ---------------- | -------- |
| FK Keşlə         | Baku     |
| Neftçi Baku PFK  | Baku     |
| Səbail FK        | Baku     |
| Zirə FK          | Baku     |
| FK Qarabağ Ağdam | Ağdam    |
| PFK Kəpəz        | Gəncə    |
| Sumqayıt PFK     | Sumqayıt |
| FK Qəbələ        | Qəbələ   |

## Abschlusstabelle
| Pl. | Verein                  | Sp. | S  | U | N  | Tore    | Diff. | Punkte |
| --- | ----------------------- | --- | -- | - | -- | ------- | ----- | ------ |
| 1.  | FK Qarabağ Ağdam (M, P) | 28  | 20 | 5 | 3  | 037:130 | +24   | 65     |
| 2.  | FK Qəbələ               | 28  | 14 | 7 | 7  | 043:260 | +17   | 49     |
| 3.  | Neftçi Baku PFK         | 28  | 14 | 4 | 10 | 039:280 | +11   | 46     |
| 4.  | Zirə FK                 | 28  | 12 | 8 | 8  | 036:300 | +6    | 44     |
| 5.  | Sumqayıt PFK            | 28  | 11 | 7 | 10 | 034:330 | +1    | 40     |
| 6.  | FK Keşlə                | 28  | 8  | 7 | 13 | 029:390 | −10   | 31     |
| 7.  | Səbail FK (N)           | 28  | 6  | 5 | 17 | 019:390 | −20   | 23     |
| 8.  | PFK Kəpəz               | 28  | 3  | 5 | 20 | 018:470 | −29   | 14     |

Platzierungskriterien: 1. Punkte – 2. Direkter Vergleich (Punkte, Tordifferenz, geschossene Tore) – 3. Tordifferenz – 4. geschossene Tore

| (M) | amtierender aserbaidschanischer Meister     |
| (P) | amtierender aserbaidschanischer Pokalsieger |

## Kreuztabelle
| Hinrunde         | FK Qarabağ Ağdam | FK Qäbälä | Sumqayıt PFK | Zirə FK | Neftçi Baku PFK | Səbail FK | FK Keşlə |     |
| ---------------- | ---------------- | --------- | ------------ | ------- | --------------- | --------- | -------- | --- |
| FK Qarabağ Ağdam |                  | 2:1       | 4:1          | 0:0     | 1:0             | 1:0       | 1:0      | 2:0 |
| FK Qəbələ        | 1:0              |           | 1:0          | 1:1     | 2:1             | 3:1       | 3:0      | 0:2 |
| Sumqayıt PFK     | 1:1              | 0:1       |              | 2:1     | 1:0             | 0:0       | 3:1      | 2:1 |
| Zirə FK          | 2:3              | 2:1       | 3:1          |         | 1:0             | 2:1       | 1:1      | 3:0 |
| Neftçi Baku PFK  | 1:3              | 2:3       | 2:1          | 1:2     |                 | 2:0       | 3:1      | 0:0 |
| Səbail FK        | 0:2              | 1:3       | 0:2          | 0:1     | 1:0             |           | 1:0      | 1:0 |
| FK Keşlə         | 0:2              | 1:2       | 1:1          | 0:1     | 0:2             | 1:0       |          | 3:2 |
| PFK Kəpəz        | 0:2              | 1:6       | 0:3          | 0:3     | 0:1             | 2:3       | 0:1      |     |

| Rückrunde        | FK Qarabağ Ağdam | FK Qäbälä | Sumqayıt PFK | Zirə FK | Neftçi Baku PFK | Səbail FK | FK Keşlə |     |
| ---------------- | ---------------- | --------- | ------------ | ------- | --------------- | --------- | -------- | --- |
| FK Qarabağ Ağdam |                  | 0:0       | 2:0          | 2:0     | 0:1             | 1:0       | 1:1      | 1:0 |
| FK Qəbələ        | 0:1              |           | 1:1          | 2:1     | 1:2             | 1:1       | 1:1      | 3:0 |
| Sumqayıt PFK     | 0:1              | 0:2       |              | 1:2     | 2:0             | 1:2       | 2:1      | 2:1 |
| Zirə FK          | 1:2              | 1:1       | 1:1          |         | 0:3             | 1:1       | 1:2      | 2:1 |
| Neftçi Baku PFK  | 0:0              | 1:0       | 2:2          | 1:1     |                 | 3:1       | 3:2      | 1:0 |
| Səbail FK        | 0:1              | 2:1       | 0:1          | 0:1     | 0:4             |           | 0:1      | 1:1 |
| FK Keşlə         | 3:0              | 1:1       | 1:2          | 2:1     | 2:1             | 1:1       |          | 0:2 |
| PFK Kəpəz        | 0:1              | 1:1       | 1:1          | 0:0     | 1:2             | 2:1       | 1:1      |     |

## Torschützenliste
| Pl. | Spieler               | Mannschaft      | Tore |
| --- | --------------------- | --------------- | ---- |
| 01. | Bagaliy Dabo          | FK Qäbälä       | 13   |
| 02. | Amil Yunanow          | Sumqayıt PFK    | 10   |
| 03. | Steven Joseph-Monrose | FK Qäbälä       | 09   |
| 04. | Mahir Madatov         | Neftçi Baku PFK | 08   |
| 04. | Ignacio Herrera       | Neftçi Baku PFK | 08   |
| 06. | Richard Gadze         | Zirə FK         | 07   |